# Ősi bölcsesség, modern világ – Erkölcsi gondolatok az új évezredre
Az Ősi bölcsesség, modern világ – Erkölcsi gondolatok az új évezredre (angolul: Ancient Wisdom, Modern World – Ethics for a New Millennium) című könyvben a szerző, a 14. dalai láma, Tendzin Gyaco, spirituális forradalomra buzdít. Szerteáradó bölcsességgel és jó érzékkel magyarázza el az egyetemes elveket, amelyek túlmutatnak a hiten és a hitetlenségen. A spirituális forradalom szerinte megegyezik egy erkölcsi forradalommal, és míg sokak számára a spirituális ügyekben folytatott eszmecserék világa valami misztikus és megfoghatatlan dolog, addig a magas rangú tibeti láma közérthető és gyakorlatias megközelítésbe helyezi a témát.

## Tartalma
A könyv elején a dalai láma azzal az észrevételével kezdi, hogy az anyagilag tehetősebb országokban az emberek komoly mentális nehézségekkel küzdenek, főleg a nagy városokban, amely gyakran egyet jelent a boldogtalansággal. Szerinte az egyre anyagiasabb életmódot a lelki élet sínyli meg. A vallást a mai világban ugyan nem tartja lényegesnek, azonban a spiritualitást és az azzal járó szeretetet, együttérzést, türelmet, toleranciát, megbocsájtást, elégedettséget, felelősségtudatot és harmóniát igen. A boldogtalanság gyökere a zavaró érzelmek: a harag, a gyűlölet, a kapzsiság, a gőg, az irigység stb. Amikor ezen motivációk alapján cselekszünk, akkor az további szükségtelen szenvedést okoz magunk és mások számára. Uralkodnunk kell az uralmuk fölött, és erkölcsös életet vezetve, a másokon való segítség által csökkenthetjük le ezeket a zavaró érzelmeket. Segítségre lehet ebben a vallás, ugyanis minden nagy világvallás ezeket az értékeket képviseli. A különféle vallások lehetővé teszik a különböző beállítottságú és vérmérsékletű emberek számára, hogy megtalálják saját maguk számára a legmegfelelőbb spirituális módszert. Ezért minden világvallást tisztelni kell. 
A dalai láma felhívja a figyelmet, hogy az életben vannak elkerülhetetlen szenvedések, mint például a betegségek és a halál. Ezek önmagukban is sok nehézséget és szenvedést okoznak, miért okozunk még több szenvedést magunk és mások számára? A világra ma különösen igaz, hogy egymástól függ az emberek jóléte, ezért a boldogsághoz még nagyobb szükség van a mások felé táplált együttérzésre. Ilyen módon értelmes életet lehet élni.

## Magyarul
- Ősi bölcsesség, modern világ. Erkölcsi gondolatok az új évezredre; ford. Barkóczi András; Európa, Bp., 2000